# Thyregis monteithi
Thyregis monteithi är en skalbaggsart som beskrevs av Matthews 1976. Thyregis monteithi ingår i släktet Thyregis och familjen bladhorningar. Inga underarter finns listade i Catalogue of Life.